# Conospermum bracteosum
Conospermum bracteosum (лат.) — кустарник, вид рода Коноспермум (Conospermum) семейства Протейные (Proteaceae), эндемик Западной Австралии. Цветёт с сентября по ноябрь белыми цветками.

## Ботаническое описание
Conospermum bracteosum — кустарник высотой до 1 м. Листья яйцевидно-обратнояйцевидные, длиной 10-15 мм, шириной 6-15 мм; прикорневые листья черешковые; стеблевые листья перекрывающиеся, сидячие с белыми волосками; верхушка острая; средняя и две боковые жилки приподняты. Соцветие состоит из множества колосьев; прицветники яйцевидные, 5-7 мм длиной, 4-5 мм шириной, белые, густо-опушённые. Околоцветник белый, шелковистый; трубка длиной 3,5-4 мм; верхняя губа линейно-яйцевидной формы, длина 2,75-3,25 мм, ширина 1-1,25 мм; внутренняя поверхность бордовая; вершина загнута; нижняя губа объединена на 0,75-1 мм. Плод — орех 3 мм длиной и 2 мм шириной, золотисто-войлочный; волоски по окружности 0,75-1 мм длиной, золотистые; центральный пучок волос около 1,5 мм длиной, золотистого цвета.

## Таксономия
Вид был официально описан в 1848 году швейцарским ботаником Карлом Фридрихом Мейсснером в многотомной серии Plantae Preissianae Sive Enumeratio Plantarum Quas in Australasia Occidentali et Meridionale Occidentali Annis 1838-41 Collegit L на основе образца, собранного в 1841 году Людвигом Прайсом.

## Распространение
C. bracteosum — эндемик Западной Австралии. Встречается в южных регионах Западной Австралии Уитбелт, Большой Южный и Голдфилдс-Эсперанс от Нарогина к юго-востоку до Равенсторпа, где растёт на песчаных почвах над латеритом